# Крістофер О'Райлі
Крістофер О'Райлі (англ. Christopher O'Riley) — американський піаніст академічної музики та ведучий шоу на громадському радіо. Він був ведучим щотижневої програми Національного громадського радіо From the Top. О'Райлі також відомий своїми фортепіанними аранжуваннями пісень альтернативних музикантів.